# ボーンスレー家 (ナーグプル)

ボーンスレー家
ナーグプル藩王国
Bhonsle
Nagpur State

ナーグプルのボーンスレー家（マラーティー語：भोंसले, 英語：Bhonsle）は、東中央インド（ゴンドワナ）、ベンガル、オリッサを支配したマラーター同盟の諸侯（サルダール、）。1818年以降はナーグプル藩王国。首都はナーグプル。

## 歴史

### 前史と成立
ナーグプルはもともとゴンド族が建設した都市である。
1702年、ゴンド王国の一つ・デーオガル王国の君主バフト・ブランド・シャーが、ナーグ川流域のラージャプルなど12の小集落を集めてナーグプルを建設し、その首都とした。
その後継者ラージャ・チャーンド・スルターンはさらに都市を発展させたが、1738年あるいは1739年に死亡した。そのため、王位をめぐり息子らの間で争いが起こり、王の未亡人はこの内乱に際し、マラーター王国の一族ボーンスレー家のラグージーに救援を求めた。
その後、同年にラグージーはデーオガル王国へ向かい、その摂政となった。以降のデーオガル王は傀儡となった。

### 版図拡大と対外遠征

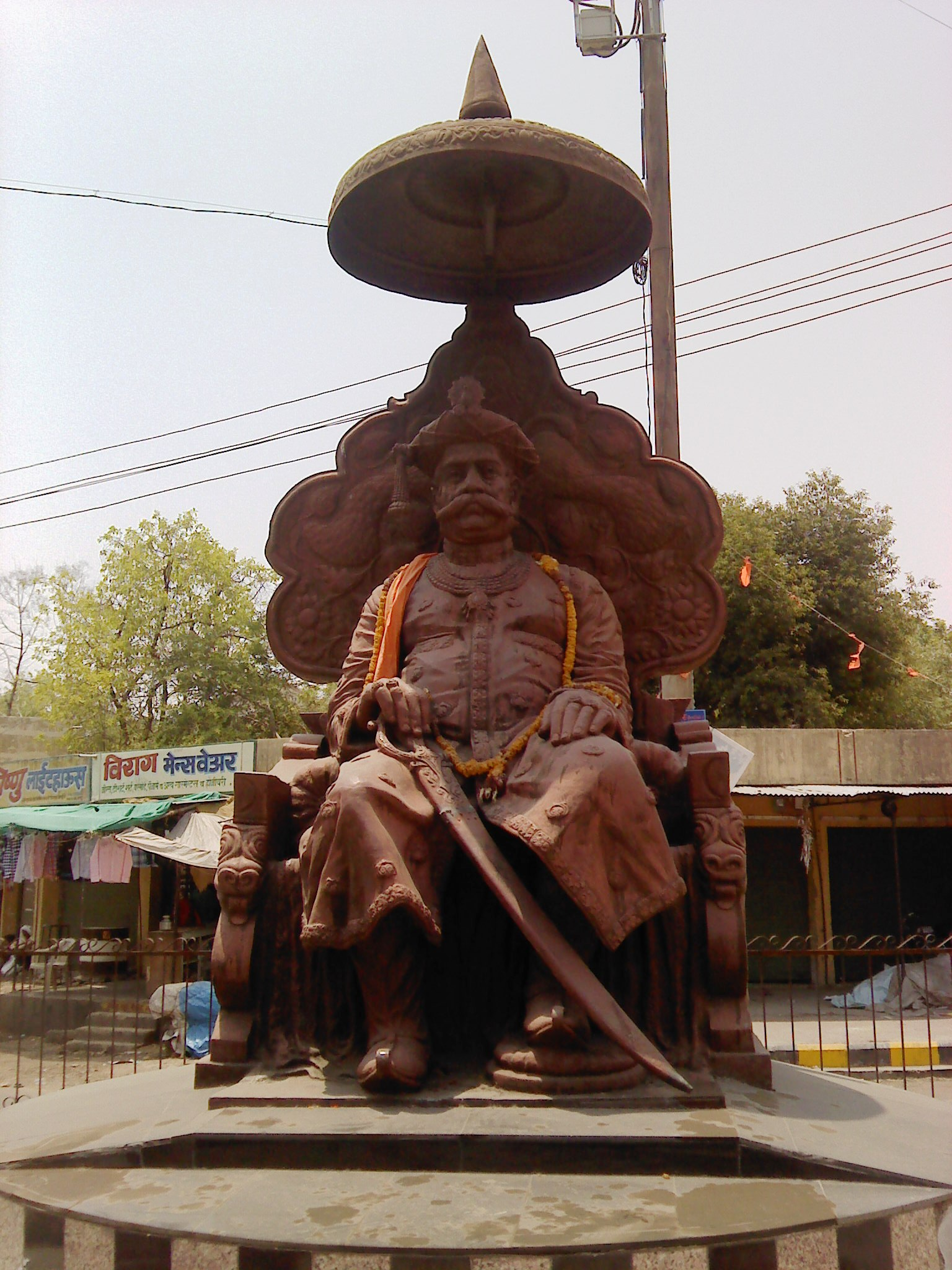
ラグージー・ボーンスレー 像（ナーグプル市内）

1743年、デーオガル王国で内乱が起こると、ラグージーは最後の王を廃し、ナーグプルの支配を握るに至った。
また、ほかのゴンド王国の目指し、1742年にガルハ王国、1751年にはチャンドラプル王国も征服し、彼の治世にボーンスレー家の領土はゴンドワナ全域を越えて中央インドに一帯に広がっていた。
1740年、マラーター王シャーフーの要請により、4月にタンジャーヴール・マラーター王国救援のために遠征を行い、5月にカルナータカ太守ドースト・アリー・ハーンを殺害した（）。その後、息子のサフダル・アリー・ハーンと娘婿のチャンダー・サーヒブが太守位をめぐり争い始めたため、ラグージーは前者に加担し、後者を捕えて王都サーターラーへと送った。
1741年3月にオリッサ太守から援軍要請が寄せられると、ラグージーはベンガル太守の支配するベンガル地方への遠征を開始した（ベンガル遠征）。だが、同年12月に王国宰相バーラージー・バージー・ラーオがベンガルに触手を伸ばす形で、同地方に向けて遠征を行った。
結局、この争いはマラーター王シャーフーによってサーターラーで調停が行われ、1743年8月31日にベンガルはラグージー・ボーンスレーの活動範囲とされた。
1751年5月、ラグージーがベンガル太守が講和条約を結んだとき、ボーンスレー家はベンガル地方とオリッサ地方のチャウタが支払われることとなった。

### ラグージーの息子らの争いと更なる版図拡大
1755年2月14日、父である当主ラグージー・ボーンスレーが死亡し、息子ジャーノージー・ボーンスレーが新たな当主となった。宰相バーラージー・バージー・ラーオはそのほかの兄弟マードージー・ボーンスレー、サバージー・ボーンスレー、ビーマージー・ボーンスレーに肩入れし、事実上ナーグプルの領域は4つに分裂した。ボーンスレー家の強大化は宰相の警戒するところでもあった。
しかし、1761年1月14日にマラーター同盟軍がパーニーパトでアフガン勢力ドゥッラーニー朝に敗れ、半年後に宰相バーラージー・バージー・ラーオが死亡した。そののち、ボーンスレー家はほかの諸侯とともに、宰相府の影響力から離れていった。
また、宰相マーダヴ・ラーオがニザーム王国と戦っている間、ジャーノージー・ボーンスレーは王族ボーンスレー家の出身であることを理由に、マラーター王を公然と称した。そのため、マーダヴ・ラーオはマラーター王権を無視したこの行為を許さず、1763年3月から2年間にわたりジャーノージー・ボーンスレーの支配するナーグプルへ遠征軍を送り、征伐されることとなった。
1772年5月、ジャーノージーの死後、弟のマードージーが当主位を継承した。だが、下の弟サバージーがこれを認めず、当主位が両者の間で争われることとなった。
1775年1月、マードージーはサバージーをパーンチガーオンの戦いで破り、その当主位を確固たるものとした

### ラグージー・ボーンスレー2世のもとでの最盛期

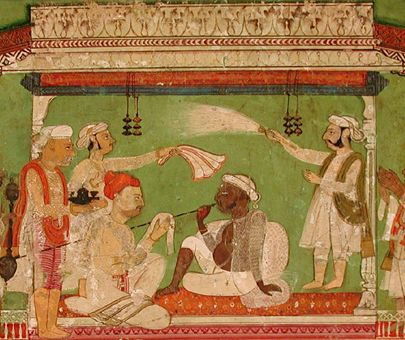
ラグージー・ボーンスレー2世

1782年5月、マードージーは死亡し、その息子ラグージー・ボーンスレー2世が当主位を継承した。
ラグージーの治世は更なる版図の拡大に成功し、1795年3月のカルダーの戦いで勝利したことにより、フーシャンガーバードなどの割譲、さらには290万ルピーの貢納金を得た。
このように、ラグージーの治世はの最盛期でもあった。ボーンスレー家の領土は他のマラーター諸侯はもとより、マラーター王国よりも広大な版図を領有していた。その領土からは年間1110万ルピーの収入がった。

### 第二次マラーター戦争と領土の割譲

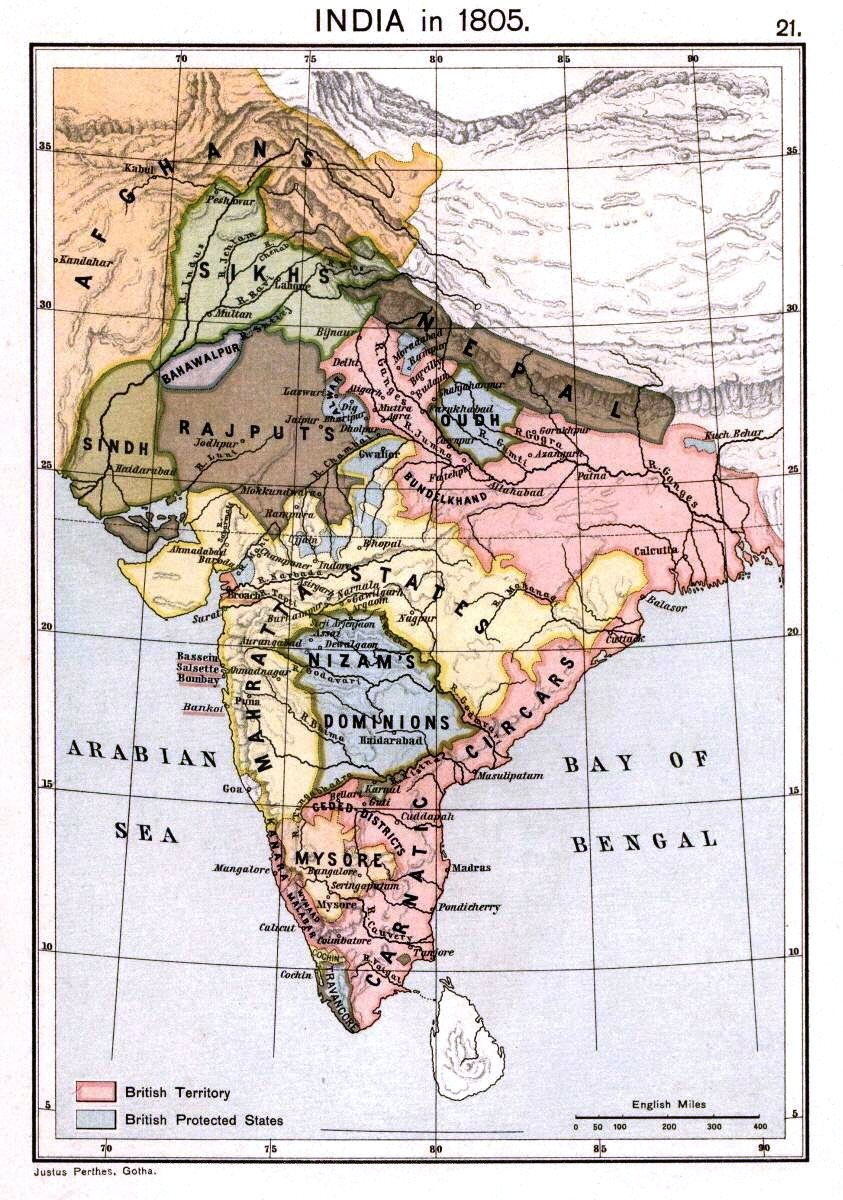
1805年のインド

しかし、ラグージーの治世は最盛期とともにその終わりも意味していた。
1802年以降、マラーター王国の宰相バージー・ラーオ2世と諸侯との争いの結果、ラグージーはマラーター諸侯の側に付き、宰相を支援するイギリスとの戦争への道へと突き進んだ。
1803年8月、ついにマラーター諸侯とイギリスとの間で第二次マラーター戦争が勃発した。
9月にシンディア家はアリーガルやデリーなどで敗れたため、ボーンスレー家はシンディア家と共同戦線を敷いた。
同月23日、シンディア家とボーンスレー家の連合軍はアッサイェで敗れ、11月には
ラスワリーとアルガーオンで、12月にガウィルガルで敗れるなど、連敗続きであった。
そのため、12月17日にイギリスと講和条約デーオガーオン条約を締結し、戦争から真っ先に離脱し、オリッサのカタック、南ベラールなどを領土の約3分の1を割譲させられた。
領土の三分の一を割譲した影響は大きく、農民に新たな税を課したばかりか、1807年にはボーパールのナワーブの領土へと略奪に向かわなければならなかった。

### 第三次マラーター戦争とイギリス従属化
1816年3月、ラグージーは死亡し、息子のパラソージー・ボーンスレーが当主位を継承した。とはいえ、パラソージーは重度の障害者であったため、弟のダルマージー・ボーンスレーと従兄弟のマードージー・ボーンスレーが共同で摂政となった。
しかし、同年4月11日にマードージーはダルマージーを投獄し、摂政位を独占したばかりか、5月5日にダルマージーを殺害した。同月28日にはイギリスとデーオガーオン条約を強化する形で、イギリスの駐在官や軍を受け入れた。
1817年2月1日、パラソージーはが就寝中に死亡しているのが発見され、マードージーがマードージー・ボーンスレー2世として当主位を継承した。
同年11月5日、第三次マラーター戦争が勃発すると、マードージーは王国宰相バージー・ラーオ2世に味方し、ナーグプルの駐在官邸を襲った。
だが、11月27日にマードージーはシーターバルディーの戦いで敗れ、12月16日に降伏した。

### 藩王国化と領土併合
そののち、1818年1月6日に彼はイギリスと講和条約（軍事保護条約）を結び、ボーンスレー家はイギリ従属化の藩王国となった（ナーグプル藩王国）。
同年3月15日、マードージーはイギリスに逮捕され、6月にイギリスは新たにパラソージーの甥ラグージー・ボーンスレー3世を擁立し、これを当主および藩王とした。
1853年12月11日、ラグージーは息子なくして死亡した。イギリスは「失権の原理」によるナーグプル藩王国の併合を検討し、時に藩王国併合策を推し進めていたインド総督ダルフージーはこれを強く主張した。
ナーグプル藩王国はニザーム藩王国やジャンムー・カシミール藩王国に匹敵する大藩王国であった。その領土はデーオガーオン条約で約3分の1が併合されたといえど、面積は8万平方メートルもあり、これはイギリスがシク戦争及びビルマ戦争で併合した領土（パンジャーブとペグー）よりも広く、年間400万ポンドの税収の見込みがあった。
こうして、1854年3月13日にイギリスはラグージーの末期養子にその相続を認めず、大藩王国ナーグプル藩王国はイギリス領へと併合された。その一族は年金受給者に追いやられ、彼らが所持していた宝石類もイギリスに没収された。
のちにダルフージーはナーグプル併合に関して、「ナーグプルの領有は軍事力増強につながり、経済資源を拡大し、我々の物質的な力を強化したのである」と語っている。
しかし、この強引な併合は藩王国の住人らの不満を買うこととなり、1857年5月にインド大反乱が勃発すると、住人らが蜂起して反乱が拡大する要因となった。